# Ministre de la Francophonie (Canada)
Le ministère de la Francophonie (anglais : Department responsible for La Francophonie) est un ancien ministère du gouvernement fédéral du Canada.
Le ministre représente le Canada dans l'Organisation internationale de la Francophonie.
Le 20 octobre 2019, à la suite du remaniement du cabinet de Justin Trudeau, les compétences de la Francophonie sont confiées au  Ministre du Développement économique et des Langues officielles.

## Liste des ministres
| Ministre Intitulé                                                                         | Ministre Intitulé                                                                         | Ministre Intitulé                                                                         | Parti                                                                                     | Début             | Fin               | Cabinet          |
| ----------------------------------------------------------------------------------------- | ----------------------------------------------------------------------------------------- | ----------------------------------------------------------------------------------------- | ----------------------------------------------------------------------------------------- | ----------------- | ----------------- | ---------------- |
|                                                                                           |                                                                                           | Jean-Luc Pépin Ministre responsable de la Francophonie                                    | Libéral                                                                                   | 7 décembre 1983   | 29 juin 1984      | 22e (P. Trudeau) |
|                                                                                           |                                                                                           | Jean Chrétien Ministre responsable de la Francophonie                                     | Libéral                                                                                   | 30 juin 1984      | 16 septembre 1984 | 23e (Turner)     |
|                                                                                           |                                                                                           | Monique Vézina Ministre responsable de la Francophonie                                    | Progressiste-conservateur                                                                 | 17 septembre 1984 | 29 juin 1986      | 24e (Mulroney)   |
|                                                                                           |                                                                                           | Monique Landry Ministre responsable de la Francophonie                                    | Progressiste-conservateur                                                                 | 30 juin 1986      | 3 janvier 1993    | 24e (Mulroney)   |
|                                                                                           |                                                                                           | Monique Vézina Ministre responsable de la Francophonie                                    | Progressiste-conservateur                                                                 | 4 janvier 1993    | 24 juin 1993      | 24e (Mulroney)   |
| Pas de titulaire spécifique.                                                              | Pas de titulaire spécifique.                                                              | Pas de titulaire spécifique.                                                              | Pas de titulaire spécifique.                                                              | 25 juin 1993      | 4 novembre 1993   | 25e (Campbell)   |
|                                                                                           |                                                                                           | André Ouellet Ministre responsable de la Francophonie                                     | Libéral                                                                                   | 4 novembre 1993   | 24 janvier 1996   | 26e (Chrétien)   |
|                                                                                           |                                                                                           | Pierre Pettigrew Ministre responsable de la Francophonie                                  | Libéral                                                                                   | 24 janvier 1996   | 3 octobre 1996    | 26e (Chrétien)   |
|                                                                                           |                                                                                           | Don Boudria Ministre responsable de la Francophonie                                       | Libéral                                                                                   | 4 octobre 1996    | 10 juin 1997      | 26e (Chrétien)   |
|                                                                                           |                                                                                           | Diane Marleau Ministre responsable de la Francophonie                                     | Libéral                                                                                   | 11 juin 1997      | 2 août 1999       | 26e (Chrétien)   |
|                                                                                           |                                                                                           | Ronald Duhamel Ministre responsable de la Francophonie                                    | Libéral                                                                                   | 3 août 1999       | 14 janvier 2002   | 26e (Chrétien)   |
|                                                                                           |                                                                                           | Denis Paradis Ministre responsable de la Francophonie                                     | Libéral                                                                                   | 14 janvier 2002   | 11 décembre 2003  | 26e (Chrétien)   |
|                                                                                           |                                                                                           | Denis Coderre Ministre responsable de la Francophonie                                     | Libéral                                                                                   | 12 décembre 2003  | 20 juillet 2004   | 27e (Martin)     |
|                                                                                           |                                                                                           | Jacques Saada Ministre responsable de la Francophonie                                     | Libéral                                                                                   | 20 juillet 2004   | 6 février 2006    | 27e (Martin)     |
|                                                                                           |                                                                                           | Josée Verner Ministre de la Francophonie et des Langues officielles                       | Conservateur                                                                              | 6 février 2006    | 13 août 2007      | 28e (Harper)     |
|                                                                                           |                                                                                           | Maxime Bernier Ministre responsable de la Francophonie                                    | Conservateur                                                                              | 14 août 2007      | 27 mai 2008       | 28e (Harper)     |
|                                                                                           |                                                                                           | Josée Verner Ministre de la Francophonie                                                  | Conservateur                                                                              | 27 mai 2008       | 17 mai 2011       | 28e (Harper)     |
|                                                                                           |                                                                                           | Bernard Valcourt Ministre d'État à la Francophonie                                        | Conservateur                                                                              | 18 mai 2011       | 21 février 2013   | 28e (Harper)     |
|                                                                                           |                                                                                           | Steven Blaney Ministre de la Francophonie                                                 | Conservateur                                                                              | 22 février 2013   | 14 juillet 2013   | 28e (Harper)     |
|                                                                                           |                                                                                           | Christian Paradis Ministre de la Francophonie                                             | Conservateur                                                                              | 15 juillet 2013   | 4 novembre 2015   | 28e (Harper)     |
|                                                                                           |                                                                                           | Marie-Claude Bibeau Ministre du Développement international et de la Francophonie         | Libéral                                                                                   | 4 novembre 2015   | 18 juillet 2018   | 29e (J. Trudeau) |
|                                                                                           |                                                                                           | Mélanie Joly Ministre du Tourisme, des Langues officielles et de la Francophonie          | Libéral                                                                                   | 18 juillet 2018   | 20 octobre 2019   | 29e (J. Trudeau) |
| Fonctions occupées par le ministre du Développement économique et des Langues officielles | Fonctions occupées par le ministre du Développement économique et des Langues officielles | Fonctions occupées par le ministre du Développement économique et des Langues officielles | Fonctions occupées par le ministre du Développement économique et des Langues officielles | 20 octobre 2019   | 26 octobre 2021   | 29e (J. Trudeau) |
| Fonctions occupées par le ministre des Langues officielles                                | Fonctions occupées par le ministre des Langues officielles                                | Fonctions occupées par le ministre des Langues officielles                                | Fonctions occupées par le ministre des Langues officielles                                | 26 octobre 2021   | À ce jour         | 29e (J. Trudeau) |